# Isabel Santos
Maria Isabel Coelho Santos (1968) es una política portuguesa miembro del Partido Socialista (PS), diputada en el Parlamento Europeo dentro del Grupo de la Alianza Progresista de Socialistas y Demócratas desde 2019.

## Biografía
Nacida el 12 de febrero de 1968 en Gondomar, se licenció en Relaciones y Cooperación Internacionales.
Se convirtió en diputada de la Asamblea de la República en 2005, representando el círculo electoral de Oporto en la x legislatura dentro del Grupo Parlamentario del Partido Socialista (PS). Vereadora (concejala) en la Cámara Municipal de Gondomar entre 2009 y 2013, volvió al parlamento ejerciendo de diputada durante la xii y xiii legislaturas, integrada de nuevo dentro del Grupo Parlamentario del PS. Entre 2016 y 2019 ejerció de vicepresidenta de la Asamblea Parlamentaria de la Organización para la Seguridad y Cooperación en Europa (OSCEPA).
Fue incluida en el número 8 de la candidatura del PS de cara a las elecciones al Parlamento Europeo de 2019 en Portugal y resultó elegida eurodiputada para el período 2019-2024. Se integró en la Comisión de Asuntos Exteriores (AFET) y en la Subcomisión de Derechos Humanos (DROI), así como en la Delegación para las Relaciones con los Países del Mashreq (de la que pasó a ejercer como presidenta).